# Шерансе (Мајен)
Шерансе (фр. Chérancé) насеље је и општина у западној Француској у региону Лоара, у департману Мајен која припада префектури Шато Гонтје.
По подацима из 2011. године у општини је живело 166 становника, а густина насељености је износила 19,01 становника/km². Општина се простире на површини од 8,73 km². Налази се на средњој надморској висини од 54 метара (максималној 83 m, а минималној 30 m).

## Демографија
| 1962. | 1968. | 1975. | 1982. | 1990. | 1999. | 2011. |
| ----- | ----- | ----- | ----- | ----- | ----- | ----- |
| 277   | 280   | 232   | 216   | 201   | 166   | 166   |

График промене броја становника у току последњих година